# 景东景天
景东景天（学名：Sedum chingtungense）为景天科景天属的植物，是中国的特有植物。分布在中国大陆的云南等地，生长于海拔2,100米的地区，一般生长在水井旁，目前尚未由人工引种栽培。